# 遠州鉄道1000形電車
遠州鉄道1000形電車（えんしゅうてつどう1000けいでんしゃ）は、遠州鉄道が1983年（昭和58年）から運用を開始した通勤形電車である。

## 概要
浜松駅周辺の再開発計画で助信駅 - 新浜松駅間を高架化し遠鉄浜松駅 - 新浜松駅間を短絡ルートの新線に切り替える計画が決定され、1958年（昭和33年）から1978年（昭和53年）まで湘南型の30形を投入していた。1980年（昭和55年）に登場した30形最終編成モハ51・クハ61で冷房の搭載やカルダン駆動化といった近代化が図られたものの、これ以前の編成は吊り掛け駆動・自動空気ブレーキとあって高品質な車両が期待されていた。
そのような新時代へのニューモデルとしてモハ51・クハ61をテストベッドに1983年に会社40周年を迎えて登場したのが本系列である。

## 構造

### 車体
全長19m（車体長18.0m）全幅2.73mの普通鋼であり、構体構造は外板骨組一体のブロック組立溶接構造で耐蝕性向上を図っている。屋根は天井内ダクトとし、屋根構を薄くするために鋼板プレス式軽量形鋼による溶接組立構造であり、屋根絶縁材は車両用塗屋根材・ローンテックスRFを塗布した。
前面形状は30形の湘南型は時代と共に陳腐化した反省から、非貫通式で全体的に直線と平面を基調としたデザインで前面腰部の平面部を基点とし、上下を後方に傾斜させて両端部を内側に傾斜した形状とし、曲線を避け、斬新で近代的なデザインとした。
前面窓は、厚み10.7mmで3枚の熱線入防曇ミガキ合せガラスであり、中央窓を極力大きくし、両サイドを平面合せガラスで結び、両側の小窓との中サンを細くしてアルミ押出材の溶接組立による一体のユニット窓枠とし、運転席からの視野拡大を図った。窓下の腰部左右1箇所ずつに前照灯（前部標識灯）と後部標識灯（尾灯）をユニット化した角形のアルミ枠内に収めて埋め込み、各先頭車に警笛のAW-5型空気笛を1個装備する。窓拭器は空気式NP-51Aである。
また、その下部の台枠部分にはSUS製のアンチクライマーを有し、連結器は小型密着連結器のNCB IIを装備する。台枠やスカート部分は前面形状と同様な内側に傾向した形状で平面構成とした。
そして、中央窓上部のガラス内に視認性を良くし文字をはっきりとさせるために、電動のSPC-M式（多重搬送式）の大型行先表示幕を設置した。地色はブラックとし、側面にも行先表示幕を設置している。これらは運転台にある指令器で一斉制御できる仕組みになっており、字幕の位置検知は光センサーを用いている。
車体の外装は富士山と東海地方の明るいイメージを元に、スパニッシュレッドを基調とし、白の帯と斜めのストライプを入れた。図面上だけではなく、モハ25・クハ85を実際に塗り替えたうえでデザインの検討をしている。
本形式の基本デザインは1999年から製造された後継増備形式の2000形電車にも踏襲され、40年以上に渡って同一外観での増備が継続されている。

### 車内

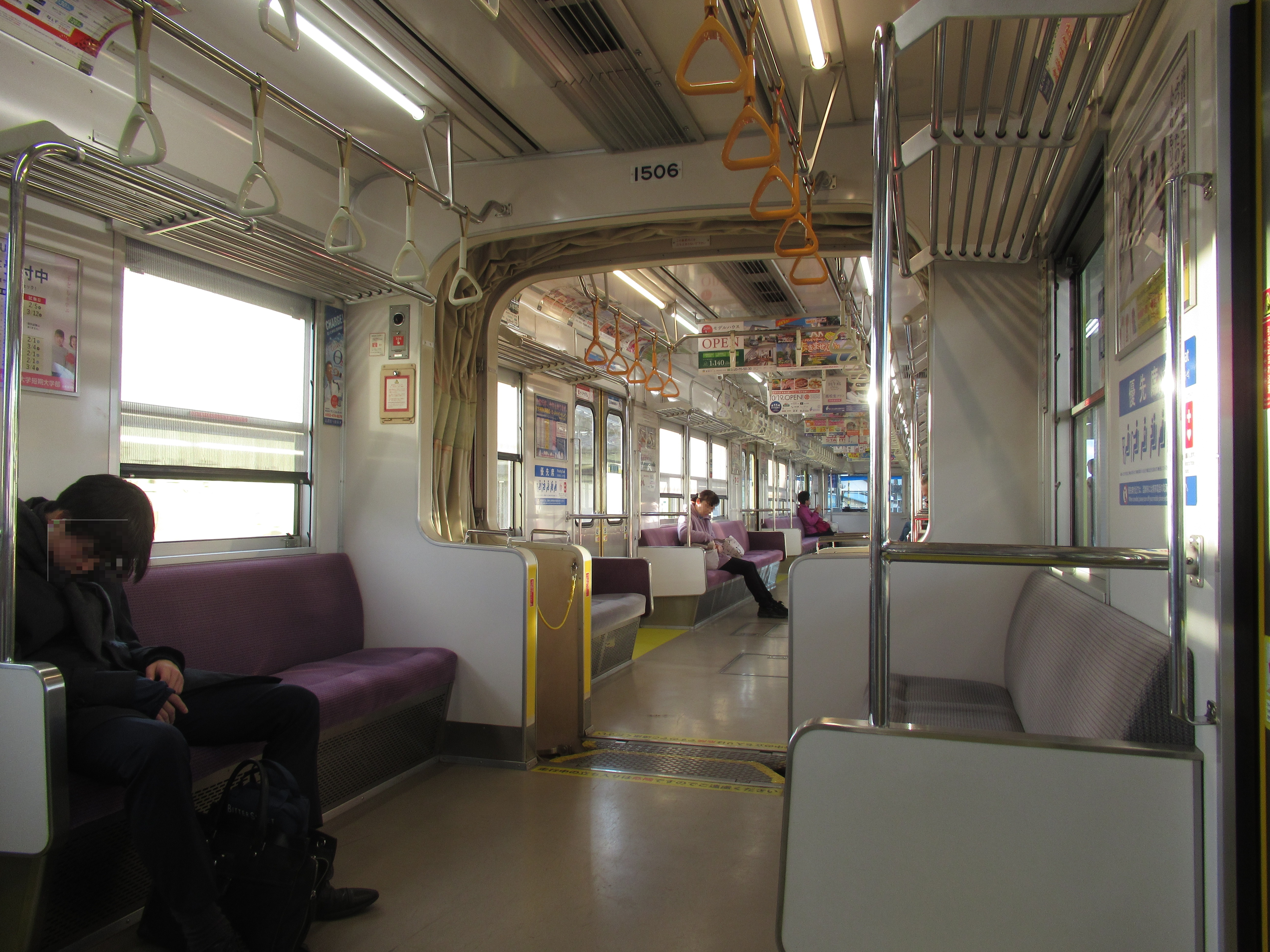
1000形の大型貫通路（2019年12月）

乗降扉は、車体片側3箇所で鴨居内に取り付けた電磁空気式単気筒形ラックのビニオン駆動方式DP-45DS・戸閉機で開閉するステンレスの両開きドアを設けた。幅は1,300mmとしてラッシュ時の乗降を考慮し、車内の混雑度の均一化を図った。また、車体中央の乗降扉は、モハ1001・モハ1002・クハ1501・クハ1502に中扉締切装置を設置し、遠鉄浜松駅にて中扉のみ締切扱いとしていたが、1985年（昭和60年）12月1日に同駅が高架化により移転したため、後年装置は撤去された。
客室は、平天井構造の明るい雰囲気であり、壁面と天井の色をベージュ色としたアルミ基板のメラミン化粧板を使用している。これは耐蝕性の向上を図り、無塗装とした。
また、熱絶縁材にはビニール包ガラスウールを使用し耐熱性向上を図った。
座席は全席ロングシートであり、腰掛は5人掛けと4人掛けを組み合わせて設置している。腰掛け袖はレンガ色のモケットで、モハ1006・クハ1506以降は中央部背もたれをベージュ色とし、裏側には壁面と天井と同じメラミン化粧板を使用。脚部はステンレス製のけ込板を採用し、その裏側には反射型ヒーターを設置している。その後、クハ1506の運転席後ろには車椅子スペースを確保し、クハ1507は車掌室側となっている。
車内照明は、客室天井には白色ラピッドスタート形蛍光灯を1両辺り15灯、予備灯兼用のインバータ付き蛍光灯を1両辺り3灯、乗務員室にはインバータ付き蛍光灯を1灯ずつ設置している。
側窓は上窓が下降、下窓は上昇のアルミ枠2段ユニット窓とし、各車両に左右合わせて16箇所設置している。
荷棚は側窓の上部に設置し、アルミ鋳物の受金でステンレスパイプを使用している。吊り革は荷棚の手前側に枕木方向左右にそれぞれ設置し、形状は三角形として手を握りやすくしている。
床構造は鋼板キーストンプレート張りで、その上に詰物はユニテックスE、敷物はライトブラウン色のロンリウムを張り、床裏面はアンダーシールを吹き付け、快適な居住性を確保した。
乗務員室は全室運転室となっており、乗務員室の前面ガラスは電熱線入り合わせ防曇ガラスを採用して、冬季や多湿時の運転視野の確保を図った。乗務員室仕切扉は乗務員の出入りがしやすい構造とし、乗務員室仕切窓を可能な限り拡大したことで見通しが良くなるよう考慮し、乗務員室側出入口扉は、ステンレス製でバランサー付きの落とし窓を設置している。運転機器類はモハ51・クハ61に準じているが、客室と同様に室内は明るさや落ち着く環境を確保するために暖色系を使用した。運転操作が容易になるように運転台はマスコン（主幹制御器）やブレーキ制御器は10度手前に傾斜させて床上には足乗せ台を設置し、運転台の正面に各種表示灯・速度計・圧力計・スイッチ類を、モハ車の運転台右側にはテープ再生機や単信式超短波陸上無線電話・列車無線機をそれぞれ収納化してコンソールタイプとしており、各種表示灯はLEDを採用した。スイッチ類は全てNFB・ノーヒューズブレーカーである。また、保安装置は、点制御車上時間比較速度照査方式であり、戸閉保安装置も設置されている。
車端部の貫通路は30形の増備車であるモハ25・クハ85まで採用されていた全周ほろを使用した大型貫通路であり、貫通路の形状を腰掛の袖仕切りと合わせたうえで、2両1組の一体感を出し、隣車までよく見通せるようにしている。

### 主要機器
主要機器は保守点検の合理化や互換性向上のために、各部品はモハ51・クハ61と共用し、部品の共通化を図っている。
主電動機は、小型軽量の直流直巻補極付自己通風丸形・東洋電機製造製TDK8095-Aで出力は120kWで4台装架し、駆動方式も同じく東洋電機製造製のKD325-B-M・中空軸平行カルダン駆動である。制御装置は東洋電機製造製のACDF-M4120-777Bで、弱界磁・発電ブレーキ付の電動カム軸接触器式総括制御でハスバ歯車の歯車比は5.31の一段減速式とした。これにより、4個の主電動機を制御し、2台の永久直列2群に分けて、力行は4ノッチ22段の制御段数とした。1ノッチで起動直列1段、2ノッチで直列10段、3ノッチで並列8段、4ノッチで弱界磁3段である。進段は応荷重制御で限流値制御とし、弱界磁段では界磁分流抵抗を順次短絡し制御している。電気ブレーキは、界磁交差によって発電ブレーキが作動する仕組みとした。
制動装置は応荷重装置付発電ブレーキ併用電気指令式空気ブレーキ ・保安ブレーキ装置付のHRD-1-Dで、遠州鉄道では初採用となった。これにより応答性や操作性・安全性が向上したが、従来車との併結はできない。ブレーキの構成は常用ブレーキ・非常ブレーキ・保安ブレーキで、常用ブレーキは、ブレーキ制御器のハンドル操作で3個の電磁弁をON・OFFでE形中継弁を動作させることでBC圧力を7段階で調整する仕組みであり、前述の通り応荷重装置を備えたため、荷重の変化によって圧力の調整を自動でできるようにし、一定の減速度が得られるようにした。非常ブレーキは、ブレーキ制御器のハンドル操作を非常位置にしたり、非常ブレーキスイッチ操作・列車分離・ATS非常・非常ブレーキ回路が不成立になると、制動減圧による1段制御の空気ブレーキが動作する仕組みである。また、BC圧力不足や元空気ダメ圧力不足を随時監視しており、こちらも異常発生時にはバックアップとして動作する仕組みとなっている。保安ブレーキは、乗務員室の運転台にある操作スイッチを押すと電磁弁を励磁させることにより保安空気ダメの圧力空気を直接制動筒に給気することができる。これを別系統のブレーキ装置としている。なお、モハ1007・クハ1507のみ遅れ込み制御を付加している。
電動発電機は、冷房装置・客室や乗務員室の蛍光灯・前照灯や制御装置などの電源用でクハ車にブラシレス電動発電機TDK3312-Aを1台設置する。電動機側の定格入出力は66kW・定格電圧は直流750V・定格電流は88Aであり、発電機側の定格入出力は60kVA・定格電圧は交流3相200V・定格電流は174A・力率は0.85・周波数は60Hzとした。回転数は1800rpmである。
パンタグラフは菱形枠組構成の電磁かぎ外し装置付ばね上昇空気下降式パンタグラフ・PT4317S-A-Mで、耐蝕性の良いステンレス製で信頼性の向上と保守の容易化を図り、舟と支え装置はアルミ合金を用いて軽量化、すり板はブロイメットBEMを使用し架線に対して良好な追従性を確保した。
台車は乗り心地の向上を図って軽量化し、軸ばねに軸箱頭上コイルバネ方式を採用した溶接組立構造車体直結式空気バネ台車で、電動台車はND-309、付随台車はND-309Tを装備する。コイルバネの上に防振ゴムを用いて上下振動の緩衝をしており、基礎ブレーキ装置は1台車4組のブレーキシリンダを装架した鋳鉄製輪子踏面両抱式である。車輪は一体圧延車輪で車輪径は860mmとし、メンテナンスフリー化を図った。なお、モハ1003・クハ1503以降はボルスタレス式台車に変更となっている。
電動空気圧縮機（コンプレッサー）は乗降扉の増加や空気バネ台車の採用など空気消費量が増加したため、クハ車の床下にアフタークーラー内蔵の二段圧縮単動水平対向シリンダ釣合式電動機直結駆動・C1275B-HB1200を1台設置し、出力は5.4kWで1分あたりの吐出空気量は1230リットル / minとした。また、隣接して除湿装置を設置しているが、これはドレンによる発錆や、冬季に発生する凍結をそれぞれ防止するためである。

### 空調装置
冷房装置は、30形増備車のモハ25・クハ85・モハ51・クハ61と同様であり、屋根上分散型ユニットクーラー・CU124Bを1両当たり能力12.2 kW（10,500 kcal/h） を3基搭載する。室内中央ダクトを通して車内全体がラインフロー式で配風できる仕組みであり、室内には6台のラインデリア・LD-09S-Aで冷風を循環することができる。また、天井を平天井とし、冷房装置カバーが3基の冷房装置を覆う一体形状とされた。乗務員室の冷房は乗務員室寄りに調節可能なクーラーの冷風吹出口を設けている。
暖房装置は客室側には700Wのアルミカシーズ線ヒーターを16台、乗務員室には400Wのアルミカシーズ線ヒーターと300Wの両温風形ヒーターをそれぞれ1台ずつ設置している。

## 運用
1983年11月20日にモハ1001・クハ1501が営業運転を開始し、最後の両運転台車両だった増結車モハ21とオールM編成のモハ36・モハ37が同月21日付で廃車となった。
1985年にモハ1002・クハ1502が導入され、最後の機器流用車だったモハ38・モハ39が1985年11月13日付で廃車となった。
次に、1988年（昭和63年）にモハ1003・クハ1503を導入し、翌1989年（平成元年）12月6日にはモハ1004・クハ1504が導入、1991年（平成3年）にはモハ1005・クハ1505が、1994年（平成6年）12月28日にはモハ1006・クハ1506 、1996年（平成8年）12月27日にはモハ1007・クハ1507がそれぞれ導入された。
その後、老朽化が進行したモハ1001・クハ1501は2021年1月27日を最後に廃車となり解体され、モハ1002・クハ1502も2024年9月27日を最後に運用を終了した。残る5編成も検査時期に合わせて最新車両への置き換えが見込まれる。